# 伊利里亞鎮區 (內布拉斯加州瓦利縣)
伊利里亞鎮區（英語：Elyria Township）是位於美國內布拉斯加州瓦利縣的一個行政鎮區。

## 地方資料
伊利里亞鎮區的面積為137.52平方千米，當中陸地面積為135.57平方千米，而水域面積為1.95平方千米。根據2020年美國人口普查的數據，當地共有人口167人，而人口密度為每平方千米1.21人。